# Inken Wienefeld
Inken Wienefeld (* 24. Februar 1992 in Hamburg) ist eine deutsche Badmintonspielerin. 

## Karriere
Inken Wienefeld wurde 2007 deutsche U15-Meisterin im Dameneinzel. 2010 erkämpfte sie sich ihren ersten Erfolg bei den Erwachsenen, als sie bei den nationalen Titelkämpfen Bronze im Damendoppel mit Isabel Herttrich gewann.

## Sportliche Erfolge
| Saison    | Veranstaltung                                       | Disziplin   | Platz | Name                                                            |
| --------- | --------------------------------------------------- | ----------- | ----- | --------------------------------------------------------------- |
| 2006/2007 | Deutsche Einzelmeisterschaft U15                    | Damendoppel | 2     | Isabel Herttrich (TSV Lauf) / Inken Wienefeld (VfL 93 Hamburg)  |
| 2006/2007 | Deutsche Einzelmeisterschaft U15                    | Dameneinzel | 1     | Inken Wienefeld (VfL 93 Hamburg)                                |
| 2007/2008 | Deutsche Einzelmeisterschaft U17                    | Damendoppel | 1     | Isabel Herttrich (TSV Lauf) / Inken Wienefeld (VfL 93 Hamburg)  |
| 2008/2009 | Deutsche Einzelmeisterschaft U17                    | Damendoppel | 1     | Isabel Herttrich (TSV Lauf) / Inken Wienefeld (VfL 93 Hamburg)  |
| 2009/2010 | Deutsche Einzelmeisterschaft U19                    | Damendoppel | 1     | Isabel Herttrich (TSV Lauf) / Inken Wienefeld (VfL 93 Hamburg)  |
| 2009/2010 | Deutsche Einzelmeisterschaft                        | Damendoppel | 3     | Isabel Herttrich (TSV Lauf) / Inken Wienefeld (VfL 93 Hamburg)  |
| 2010/2011 | Deutsche Einzelmeisterschaft U19                    | Damendoppel | 1     | Isabel Herttrich (VfL 93 HH) / Inken Wienefeld (VfL 93 Hamburg) |
| 2010/2011 | Deutsche Einzelmeisterschaft                        | Damendoppel | 3     | Astrid Hoffmann (BV Gifhorn) / Inken Wienefeld (VfL 93 Hamburg) |
| 2010/2011 | Junioren-Europameisterschaft U19                    | Mannschaft  | 1     | Deutschland                                                     |
| 2010/2011 | Junioren-Europameisterschaft U19                    | Damendoppel | 3     | Isabel Herttrich / Inken Wienefeld                              |
| 2011/2012 | Deutsche Einzelmeisterschaft                        | Damendoppel | 3     | Isabel Herttrich (VfL 93 HH) / Inken Wienefeld (VfL 93 Hamburg) |
| 2012      | Slovenian International                             | Damendoppel | 1     | Isabel Herttrich / Inken Wienefeld                              |
| 2012      | 1. European University Games (Individualwettbewerb) | Damendoppel | 1     | Kim Buss / Inken Wienefeld                                      |